# Grusza syryjska
Grusza syryjska (Pyrus syriaca Boiss.) – gatunek drzewa z rodziny różowatych. Zasięg występowania tego gatunku obejmuje obszar od południowo-zachodniej Azji poprzez Azję Mniejszą do Bałkanów i Węgier.

## Morfologia
PokrójDrzewiasty.
PieńDorasta do wysokości 10 m. Pędy pokryte są cierniami, barwy brązowo-szarej lub czerwonawe.
LiścieWydłużone, lancetowate o wymiarach 3–9 x 1,5–3 cm, skórzaste, nagie i błyszczące.
OwoceKuliste i odwrotnie stożkowate, o średnicy około 3 cm. Szypułka jest gruba, dłuższa od owocu.

## Zastosowanie
- Roślina ozdobna. Uprawiana w niektórych krajach europejskich (Hiszpania, Węgry). Wytrzymuje temperatury do -15 °C. Optymalne stanowisko powinno być słoneczne lub częściowo słoneczne. Wykazuje wysoką tolerancję na zanieczyszczenie powietrza oraz toleruje zarówno ciężkie gliniaste gleby, jak i lekkie piaszczyste, pod warunkiem, że są umiarkowanie żyzne. Rozmnażana z siewu. Nasiona muszą przejść 8-10 tygodniowa stratyfikację w temperaturze 1 °C[4].